# Michael Collins (astronaut)
Michael Collins (Rome, 31 oktober 1930 – Naples (Florida), 28 april 2021) was een Amerikaans astronaut. Hij was in 1969 lid van de bemanning van de historische Apollo 11-vlucht die de eerste bemande landing op de Maan uitvoerde. Collins was de piloot van de commandomodule en, terwijl zijn collega's Neil Armstrong en Buzz Aldrin op de Maan verbleven, bleef hij hierin achter en cirkelde ongeveer dertig keer om de Maan alvorens Armstrong en Aldrin weer aankoppelden aan de module.

## Militaire carrière
Michael Collins studeerde aan de United States Military Academy in West Point. Vervolgens ging hij vliegen voor de United States Air Force (USAF) en vloog een F-86 vanaf de luchtmachtbasis in het Franse Chambley-Bussières. Hij werd in 1960 toegelaten tot de USAF-testpilotenschool op Edwards Air Force Base.

## Carrière als astronaut
Collins werd de eerste keer afgewezen als astronaut. In oktober 1963 werd hij wel geselecteerd, samen met dertien anderen. Vier daarvan kwamen om bij trainingen, drie daarvan tijdens het ongeluk met Apollo 1. Collins vloog twee keer in de ruimte. De eerste keer was in 1966 met de Gemini 10 in het kader van het Geminiprogramma, samen met John Young die fungeerde als commandant-piloot. Op de eerste vluchtdag werd een van de luiken geopend en voerde Collins, staande in de opening van de Gemini 10, enkele experimenten uit en werden foto's gemaakt van de sterren. Na een ontmoeting op de tweede dag met het onbemande ruimtevaartuig de Agena 8, maakte Collins een ruimtewandeling om een toestel van de buitenkant van de Agena 8 af te halen en terug te brengen naar aarde. Daarbij werd gebruikgemaakt van een manoeuvreer-pistool om zich in de ruimte te verplaatsen. Collins verloor bij dit experiment een fotocamera. De Gemini 10 werd gekoppeld aan een eerdere versie van de Agena die nog in de ruimte rondvloog na de missie met de Gemini 8. Het was de eerste keer dat een koppeling werd bewerkstelligd met twee ruimtevaartuigen.
Na deze vlucht vormde hij met Frank Borman en William Anders de bemanning van de Apollo 8. Vlak voor de lancering kreeg Collins medische klachten en moest worden geopereerd aan zijn nekwervels. Hierdoor kon hij niet mee en werd hij uiteindelijk doorgeschoven naar de missie met de Apollo 11. Zijn plaats in de Apollo 8 werd ingenomen door Jim Lovell.
Zijn tweede ruimtevlucht was als commandant van de Apollo CSM op de Apollo-11-missie. Tijdens de trainingen vertelde hij Deke Slayton dat dit zijn laatste ruimtevlucht zou worden. Slayton bood hem desondanks na afloop opnieuw aan terug te keren naar de ruimte. Dat zou volgens Collins waarschijnlijk betekend hebben dat hij back-up commandant zou zijn geworden van de Apollo 14-missie en commandant van die van de Apollo 17. Collins is een van de 24 mensen die naar de Maan zijn gevlogen.

## Vervolgjaren
Na zijn carrière als astronaut was hij vanaf januari 1970 in de regering van president Richard Nixon staatssecretaris van Buitenlandse Zaken. In die hoedanigheid was hij hoofd van de afdeling Publieke Zaken en hield hij zich bezig met de uitleg van het belang van een buitenlands beleid. Iets meer dan een jaar later werd hij directeur van het National Air and Space Museum in Washington. Hij behield deze positie tot 1978, waarna hij een betrekking aanvaardde bij het Smithsonian Institution. Twee jaar later werd hij vicepresident bij LTV Aerospace, een bedrijf dat vliegtuigen en raketten produceert. In 1985 begon hij een eigen bedrijf. Net als veel van zijn collega-astronauten heeft hij enkele boeken geschreven, waaronder Carrying the fire.
Op 28 april 2021 overleed hij aan de gevolgen van kanker.

## Persoonlijk
Collins was getrouwd en had drie kinderen.